# Багатозначна зводимість
У теорії обчислюваності та  теорії обчислювальної складності, багатозначна зводимість являє собою зводимість, що перетворює приклади одної задачі розпізнавання у приклади другої задачі розпізнавання. Зводимості, таким чином, використовуються для вимірювання відносної обчислювальної важкості двох задач.
Багатозначні зводимості є частинним випадком та посиленою формою зводимостей за Тюрінгом.  Для багатозначних зводимостей оракул може бути викликаний тільки одного разу наприкінці і відповідь не може бути змінена.
Багатозначні зводимості були вперше використані Емілем Постом у 1944 році. Пізніше Норман Шапіро використав ідентичне поняття у 1956 році під назвою сильна зводимість.